# Tomasz Malcharek
Tomasz Malcharek (ur. 29 grudnia 1976 w Pszczynie) – polski piłkarz występujący na pozycji obrońcy.

## Życiorys
Wychowanek LKS Piasek, w barwach którego był juniorem od 1986 roku. W tymże klubie rozpoczynał również seniorską karierę. W 1994 roku został zawodnikiem GKS Katowice. W I lidze zadebiutował 2 października w wygranym 1:0 spotkaniu z Hutnikiem Kraków. W 1995 roku zdobył z GKS Superpuchar Polski. Ogółem dla katowickiego klubu rozegrał 25 meczów ligowych. Z GKS był również wypożyczany do CKS Czeladź i Naprzodu Rydułtowy. Następnie grał w klubach niższych lig, będąc również grającym trenerem. Z LKS Studzionka i LKS Goczałkowice Zdrój awansował do klasy okręgowej.

## Statystyki ligowe
| Sezon         | Klub         | Liga     | Mecze | Gole |
| ------------- | ------------ | -------- | ----- | ---- |
| 1994/1995     | GKS Katowice | I liga   | 2     | 0    |
| 1995/1996     | GKS Katowice | I liga   | 2     | 0    |
| 1996/1997     | GKS Katowice | I liga   | 17    | 0    |
| 1997/1998 (j) | GKS Katowice | I liga   | 4     | 0    |
| 1997/1998 (w) | CKS Czeladź  | III liga | 14    | 0    |